# Xinran
Xue Xinran (欣然, son nom de plume), née le 19 juillet 1958 à Pékin, est une journaliste et écrivaine chinoise. Xinran est un pseudonyme signifiant en chinois « volontiers », « de bon cœur ». Elle vit actuellement à Londres.

## Éléments de biographie
Pendant son enfance, elle souffre de mesures communistes à raison de ses origines bourgeoises. Devenue journaliste, elle tient pendant une dizaine d'années une émission de radio qui s'intitule "Mots sur la brise nocturne" (nom traduit en français) destinée aux femmes. Dans ces émissions, les auditrices racontent leur vie. Xinran en tire un livre en 2003 , Chinoises.
En 1997, elle s’établit à Londres où elle travaille pour The Guardian et la BBC. Elle acquiert la nationalité britannique. Elle  publie plusieurs livres principalement consacrés au sort des femmes. En 2013, elle retourne en Chine. Elle mène pendant trois ans des entretiens auprès des femmes. Dans son ouvrage Parlez-moi d'amour publié en 2018, brosse un portrait de la Chine politique à travers le portrait de ses interlocutrices.
Elle fonde en 2004 une association d'adoption entre la Chine et d'autres pays appelée Mother's Bridge of Love.

## Liste des œuvres
Ses œuvres publiées en anglais et traduites sont :
- Chinoises, 2003

récits rassemblées par Xinran qui lui ont été confiés en tant que journaliste ou qui résulte de ses propres observations sur la situation des femmes en Chine, traitant notamment des persécutions communistes du point de vue des femmes, des avortements forcés et des mariages forcés.
- Funérailles célestes, 2005

ouvrage consacré au Tibet relate l'histoire d'une femme recherchant son mari disparu pendant trente ans.
- Baguettes chinoises, 2008

œuvre de fiction relatant la fuite de trois jeunes filles de leur village.
- Mémoire de Chine, 2010

livre centré sur les souvenirs de la période de la révolution culturelle.
- Messages de mères inconnues, 2011

livre qui traite de différentes situations de femmes chinoises confrontées à la nécessité d'abandonner leur enfant.
- L'enfant unique, 2016

livre sur la première génération d’enfants uniques en Chine, ceux nés entre1979 et 1984. Ils ont profité seuls de tous les cadeaux matériels, de l’amour et de l’attention qu’ils auraient dû partager avec une fratrie.
- Parlez moi d'amour, 2018

les récits d'amour de quatre générations de femmes d’une même famille, des mariages arrangées au rapport plus récent.